# August Karl Wilhelm Weissenbruch

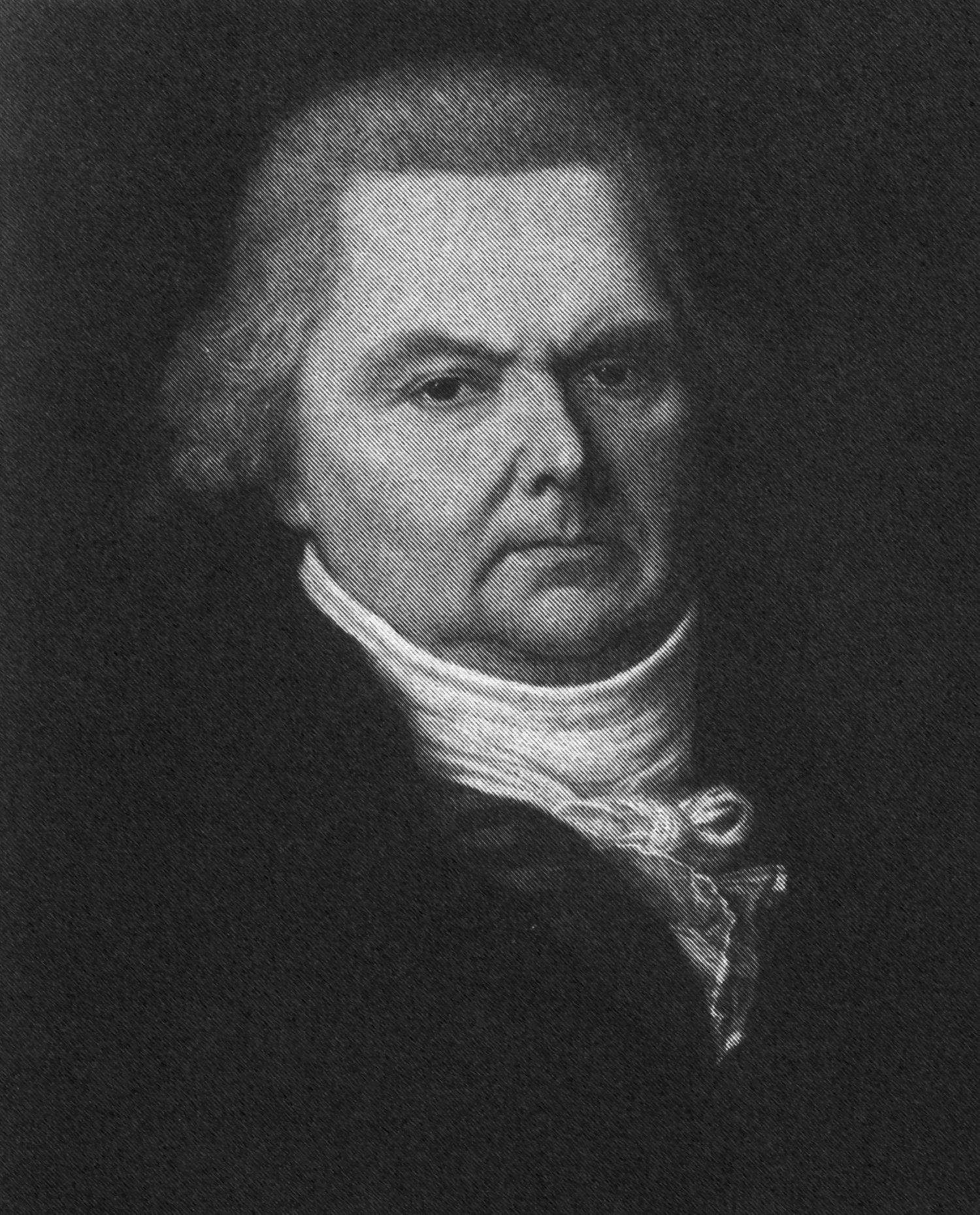
Wilhelm Weissenbruch

August Karl Wilhelm Weissenbruch (* 24. Juli 1744 in Saarbrücken; † 4. März 1826 in Brüssel), der sich später selbst Charles-Auguste-Guillaume de Weissenbruch nannte, war während des Ancien Régime einer der ersten Enzyklopädisten.

## Familie
Weissenbruch wurde zwei Tage nach seiner Geburt in Saarbrücken evangelisch-lutherisch getauft. In der Taufurkunde werden als Eltern „Adv. Henr. Christian W. u. Ehefr. Henriette Dorothee geb. Becker“ genannt. Als Taufpaten wurden notiert: „Durchl. Prinzessin Sophia Augusta, vertreten durch Mademoiselle Ravanelle; Hr. Oberforstmeister von Malditz; Fräulein von Bettendorff und Hr. Oberamts-Assessor Happel“. Für Weissenbruchs acht Jahre ältere Schwester Louisa Johanna Friderica Christiana sind als Paten eingetragen: „Gräfin Luisa von Ottweiler, Baron Henning von Strahlheim, Reg. Rat Schmidt und Jgfr. Sybilla Christiana Weissenbruch“. Diese Personengruppe vermittelt ein Bild von dem sozialen Umfeld, in das Weissenbruch hineingeboren wurde. Die Familie mit ihrem größeren politischen und geistigen Überblick wird in der Zeit territorialer Kleinstaaterei eine sehr liberale Familientradition besessen haben. Die Wurzeln der Familie dürften im Hessischen liegen, so wie auch das Herrscherhaus Nassau-Saarbrücken enge Bindungen in dieses Territorium hatte.
Auch die Heirat seiner Schwester Christiana mit dem südfranzösischen Literaten Pierre Rousseau (1716–1785) 1755 dürfte nichts Ungewöhnliches gewesen sein. Trauzeuge war Claude-Godefroy Pâris. Karls älterer Bruder wurde Regierungs-Anwalt wie sein Vater.

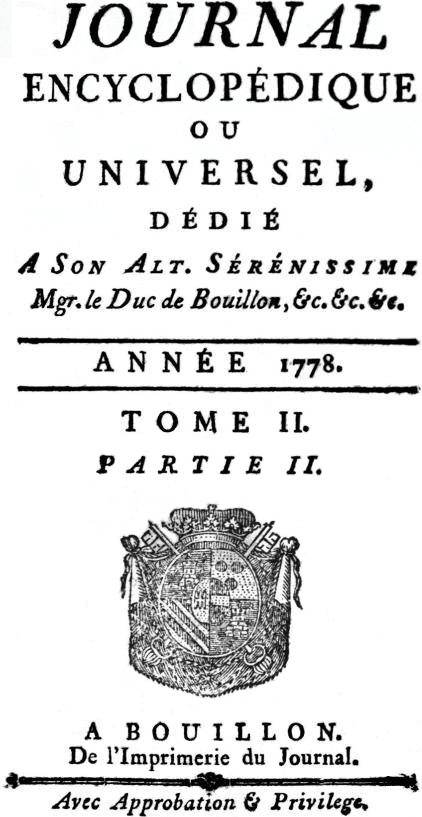
Titelblatt des Journal Encyclopédique

## Beruf
Pierre Rousseau war für Weissenbruch der Impulsgeber für sein Berufsleben. Nach verschiedenen Lebensstationen, die ihn auch nach Saarbrücken zu Weissenbruchs älterer Schwester Dorothee führten, ging er nach Paris, wo er Gedichte verfasste und 1750 für kurze Zeit Redakteur des Anzeigenblattes Journal des Affiches wurde. Doch schon bald wechselte er als Korrespondent für den Kurfürsten von der Pfalz nach Mannheim und berichtete vom dortigen Hof in Sachen Literatur und Wissenschaft. Gleichzeitig wurde Rousseau zum Hofrat ernannt. Dies gab ihm Gelegenheit, mit Philosophen der französischen Aufklärung, vor allem Diderot, Voltaire und d’Alembert, in Kontakt zu kommen.
Auf den Vorschlag des Buchhändlers und Druckers André François le Breton (1708–1779) hin sollte das Wissen der Zeit in der Form einer umfassenden Enzyklopädie gesammelt, eigentlich gar „nur“ die von Ephraim Chambers herausgebrachte britische Cyclopaedia übersetzt werden. Doch das Projekt verselbständigte sich schnell. Rousseau war glühender Verfechter der Aufklärung und besaß das Temperament und Geschick, die Sache voranzubringen. Schließlich erhielt er 1755 in Lüttich unter der Auflage, keine Kritik an Kirche und Obrigkeit zu äußern oder anderweitig gegen die guten Sitten zu verstoßen, die Druckerlaubnis. Am 1. Januar 1756 erschien die erste Ausgabe der Zeitschrift.
Der gerade elf Jahre alt gewordene Weissenbruch folgte seiner Schwester und seinem Schwager Rousseau, um bei ihm in die Lehre zu gehen. Es sollten 38 Jahre werden, die Weissenbruch für das Journal Encyclopédique arbeitete. Am 1. März 1759 wurde er im Alter von 15 Jahren „Directeur du bureau du journal“ und damit für den drucktechnischen Arbeitsablauf verantwortlich, also die Druckerpressen, Typen, das Papier und sämtliche Einrichtungsgegenstände. Die hohe Verantwortung gepaart mit viel Fleiß und Talent ließ ihn schnell zu einem der wichtigsten Mitarbeiter Rousseaus werden.
Wegen Anfeindungen der Universität Löwen und fehlender Unterstützung des Fürstbischofs von Lüttich, der am 27. August 1759 seine Druckerlaubnis widerrief, wechselten die Enzyklopädisten mit ihrer Druckerei noch im selben Jahr in das damals zur Auvergne gehörende Städtchen Bouillon.
Neben dem Journal Encyclopédique erschienen immer neue Fachzeitschriften: Gazette Salutaire (1761) mit Analysen und Notizen, eine medizinische (1762) und eine juristische Fachzeitschrift (1763), das Journal Politique (1764) und die Gazette des Gazettes (1768). Die Druckerei war so mehr als ausgelastet, aber es wurden auch noch Bücher gedruckt.

### Société typographique de Bouillon
Am 24. November 1768 gründeten Rousseau und Weissenbruch die Société typographique de Bouillon, um ihrer Arbeit eine breitere Grundlage zu geben. Zuvor hatte ein Mitarbeiter Rousseaus, Jean Castilhon, vom Herzog die Druckerlaubnis alter und neuer Bücher erhalten, deren Druck die Aufgabe der neuen Gesellschaft werden sollte. Die lokale Zensur war mit jedem neuen Werk zu benachrichtigen. Gesellschafter wurden neben Jean dessen Bruder Jean-Louis Castilhon, Jean-Pierre-Louis Trécourt und Jean Babtiste Robinet de Chateau-Giron (1735–1820).
Die mit der neuen Gesellschaft verbundenen Personen hatten auch persönlich viel miteinander zu tun: Trécourt war zuvor Sekretär beim Graf d’Aubigny in Lüttich gewesen und so bereits mit Pierre Rousseau bekannt. Im Mai 1758 hatte Trécourt die jüngere Schwester Weissenbruchs geheiratet, Magdalena Christina Henriette (* 1739 in Saarbrücken; † 1836). Bei der Heirat waren zwei Mitarbeiter des Journal Encyclopédique Trauzeugen, Alexandre Deleyre und Claude Yvon, sowie der frühere Bürgermeister von Lüttich, Guillaume de Sluse.
Von 1756 bis 1764 war Voltaire regelmäßiger Mitarbeiter des Journals, der von dem Projekt begeistert war und es nach seinen Kräften zu fördern versuchte. So wurde beispielsweise in seiner auf die Pariser Bühne gebrachte Komödie Le Caffé ou l’Ecossaise das Journal Encyclopédique thematisch positiv rezensiert.
Am neuen Standort in Bouillon entwickelte sich die Enzyklopädie prächtig. Deshalb waren bald Kapazitätsgrenzen erreicht und Weissenbruch konnte der wachsenden Zahl von Abonnenten nicht immer zeitnah gerecht werden. Auch andere Schwierigkeiten galt es zu meistern: Um die Zensur zu umgehen, wurden dem umfangreicher werdenden Verlagsprogramm „sehr kreative“ Namen gegeben, zum Teil wurden fingierte Druckorte angegeben sowie die Vertriebswege verschleiert.
Im Alter von 27 Jahren heiratete Weissenbruch in Amsterdam Jeanne-Marguerite Rey, Tochter des Druckereibesitzers und Verlegers Marc Michel Rey (1720–1780), der durch Buchdrucke für Jean-Jacques Rousseau zu einigem Vermögen gekommen war.
1776 erhielt Weissenbruch Prokura, weil Pierre Rousseau seinen Wohnsitz nach Paris verlegte und bis zu seinem Tode 1785 nur noch wenige Wochen im Jahr in Bouillon verweilte. Auch andere Mitstreiter wie die Brüder Castilhon gaben ihre Mitarbeit auf und wurden durch neue Kräfte ersetzt.
Weissenbruch trat, 41-jährig, nach Rousseaus Tod dessen Erbe in Sachen Enzyklopädie an, indem er die alleinige Verantwortung und Leitung sowohl für die Gesellschaft als auch für ihre Druckwerke übernahm. Rousseaus Witwe und Weissenbruchs Schwester Louisa Johanna Friderica Christiana hatte vom Herzog die Bestätigung des bestehenden Privilegs erhalten, das nun unter der Leitung August Karl Wilhelms beiden Geschwistern zugutekam.

### Letzte Jahre in Brüssel

Französische Départements im heutigen Belgien und den Niederlanden

Mit der französischen Revolution, die 1790 Bouillon erreichte, wurde auch die Pressefreiheit eingeführt, was für den Vertrieb der Enzyklopädie nicht förderlich war, weil jetzt auch Konkurrenzblätter auf den Markt kamen. Andererseits war das Ziel der freien Verbreitung von Nachrichten, und damit das lange verfolgte Unternehmerziel, erreicht. Im November 1793 erschien das Journal Encyclopédique nach 32 Jahren zum letzten Mal und ging in dem in Lüttich erscheinenden „Esprit des journaux francais et étrangers“, einem monatlich erscheinenden, 400–500 Seiten starken Journal, auf. Das Druckprivileg erteilte Fürstbischof Velbrück und Erzherzog Charles de Lorraine (Brüssel). Die Gesellschaft wechselte häufig ihren Sitz: Nach ihrer Gründung 1772 in Lüttich 1773 Brüssel, danach 1782 Paris, 1793 wieder nach Lüttich und später wieder nach Brüssel.
1795 verlegte Weissenbruch den Sitz seiner Gesellschaft nach Brüssel (Hôtel des Brasseurs) am heutigen Place du Musée, weil er unmittelbar nach der Revolution der Mittäterschaft am alten Regime verdächtigt, dann aber doch für unschuldig erklärt wurde.
Weissenbruchs Sohn Louis Jules Henry (* 1772) wurde 1795 bei dem neu ernannten Regierungskommissar Louis-Ghislain de Bouteville du Metz (1746–1821) als Sekretär eingestellt. Dieser war damit beauftragt, die organisatorischen Institutionen für neun neue Departements im ehemaligen Österreichisch-Niederlande zu schaffen. Nach dem Auftragsende 1797 trat dieser in des Vaters Fußstapfen, indem beide den Almanach du Département de la Dyle herausgaben. Dieser erschien von 1801 bis 1806. Brüssel war nach dem Wiener Kongress Sitz des Königs der Vereinigten Niederlande und die Weissenbruchs Druckerei Verlagsort für dessen „Journal Général des Pays Bas“ (1815–1819), der „Mercure Belge“ (1817–1820) und dem „Journal de Bruxelles“ (1820) sowie die offiziellen Regierungsverlautbarungen in dem „Journal Officiel du Gouvernement de la Belgique“ (1815–1830). Gleichzeitig war Sohn Louis der Titel der Königlichen Druckerei (Imprimeur du Roi) verliehen worden, der noch heute von der Druckerei Weissenbruch geführt werden darf. Seit 1910 heißt die Firma M. Weissenbruch, Société Anonyme, Imprimeur du Roi, Bruxelles.